# Spirocyste

Schéma du derme oral d'un polype

Le spirocyste est, chez les Hexacorallia, une capsule se trouvant dans des cellules de l'ectoderme oral et sécrétant une structure collante permettant d'attraper ou de fixer des proies aux tentacules. C'est l'un des trois types de cnidocyste.

## Structure
Cette capsule possède une paroi à couche unique. Elle contient un tubule étroitement enroulé qui créer un réseau de microfibres collant qui, quand il est expulsé en dehors du corps, permet de capturer ou d'ancrer une proie au tentacule.